# Battlefront
Battlefront est un jeu vidéo de type wargame créé par Roger Keating et Ian Trout et publié par Strategic Studies Group en 1986 sur Apple II et Commodore 64. Le jeu se déroule pendant la Seconde Guerre mondiale et propose quatre scénarios qui simulent la bataille de Crète, la bataille de Stalingrad, la bataille de Saipan et la bataille des Ardennes. Chaque scénario se déroule au tour par tour sur une carte du champ de bataille constituée de cases hexagonales. Le joueur commande un corps d’armée composé de jusqu’à trois divisions qui peuvent contenir plusieurs régiments et bataillons. Les unités affichées à l’écran correspondent à des bataillons mais le joueur ne leur donne pas directement des ordres. A la place, il transmet ses ordres à ses commandants de divisions, qui se chargent ensuite de transmettre les ordres à leurs subordonnés.

## Système de jeu
Battlefront est un wargame qui simule des batailles de la Seconde Guerre mondiale. Le jeu propose quatre scénarios. Le premier simule la bataille de Crète lors de laquelle les allemands lancent une invasion aéroportée de la Crète défendues par les troupes britanniques. Le second se déroule pendant la bataille de Stalingrad et retrace la tentative par deux divisions de Panzer de faire la jonction avec les forces de Friedrich Paulus, encerclées par l’Armée rouge à Stalingrad. Le troisième simule la bataille de Saipan de la guerre du Pacifique lors de laquelle les américains débarquent sur l’île de Saipan, défendues par les forces japonaises. Le dernier se déroule pendant la bataille des Ardennes et simule la tentative américaine d’empêcher les allemands de capturer Bastogne. Chaque scénario peut être joué seul contre l’ordinateur ou à deux. Dans le premier cas, le joueur peut choisir de commander l’un ou l’autre des deux camps. Pour chaque scénario, il peut également régler le handicap des deux camps, qui influe sur le calcul des points de victoires plutôt que sur les caractéristiques des unités ou l’intelligence artificielle. Comme les précédents wargames du studio, le jeu intègre un utilitaire qui permet au joueur de créer ses propres scénarios ou de modifier les scénarios existants. Celui-ci permet de modifier tous les paramètres du jeu, que ce soit la carte ou les caractéristiques des terrains ou des unités.
Le joueur commande un corps d’armée composé de jusqu’à trois divisions, chacune d’elles pouvant contenir jusqu’à huit régiments. Il dispose également de plusieurs bataillons indépendants, qui peuvent être rattachés à n’importe quelle division, et peut s’appuyer sur le soutien des forces aériennes. Les unités affichées à l’écran correspondent à des bataillons mais le joueur ne leur donne pas directement des ordres. A la place, il transmet ses ordres à ses commandants de divisions, qui se chargent ensuite de transmettre les ordres à leurs subordonnés. Les champs de batailles sont constitués de cases hexagonales qui représentent une distance d’environ un kilomètre. Leurs tailles varient suivant les scénarios jusqu’à un maximum de 39x28 cases. Les scénarios se déroulent au tour par tour, chaque tour représentant une durée de six heures avec pour chaque jour, trois tours pour la journée et un pour la nuit.

## Développement
Battlefront est le quatrième jeu du studio Strategic Studies Group après Reach for the Stars (1983), Carriers at War (1984) et Europe Ablaze (1985). Il est produit par Gregor Whiley qui rejoint la société en 1986 après avoir convaincu Roger Keating et Ian Trout qu’ils ont besoin de l'aide d'un producteur. Pour développer Battlefront, le studio utilise les mêmes techniques de programmation que pour leurs précédents titres. Pour pallier le retard pris dans le développement de The Road to Appotmattox, un jeu de grande stratégie sur la guerre de Sécession, le développement du jeu est précipiter et il est terminé en seulement quatorze semaines. The Road to Appotmattox est finalement annulé et Battlefront est publié en 1986 sur Apple II et Commodore 64.
Un remake du jeu développé par Roger Keating, Ian Trout et Gregor Whiley est publié par Matrix Games en 2006.

## Accueil
| Battlefront              |      |       |
| Média                    | Nat. | Notes |
| Computer and Video Games | US   | 4/10  |

À sa sortie, Battlefront est encensé par la presse spécialisée. Dans le magazine Computer Gaming World, le journaliste Jay Selover le décrit comme un « très bon jeu » qui parvient à simuler de manière réaliste la chaine de commandement d’un corps d’armée avec les limitations et les contraintes que cela implique. Il explique ensuite que les quatre scénarios proposés donnent une bonne démonstration des possibilités offertes par son système de jeu avant de préciser que la principale qualité du programme réside cependant dans son éditeur de scénarios et ses nombreuses options de personnalisation qui permettent de récréer à l’échelle opérationnelle quasiment n’importe quel affrontement terrestre de la Seconde Guerre mondiale. Dans un test de sa suite Battles in Normandy publié dans le même magazine, le journaliste Bob Proctor juge que le système de Battlefront est « révolutionnaire » dans sa manière de simuler la chaine de commandement d’un corps d’armée. Il note qu’il diffèrent ainsi de la pluparts des wargames sur ordinateur, qui tendent à s’inspirer de leur équivalent sur table dans lesquels un tel système ne peut pas être mis en place. Il précise cependant que si ce système simule de manière réaliste la chaine de commandement d’un corps d’armée, il ne parvient pas à gérer de manière réaliste le comportement des unités et estime que par rapport à un jeu plus classique, le joueur perd l’avantage d’un contrôle direct des unités sans pour autant bénéficier de l’avantage que procure normalement les prises d’initiatives individuelles de ces unités.
Rétrospectivement, le journaliste Bruce Geryk du magazine Computer Gaming World le considère comme un wargame « légendaire » dont le système de jeu a « révolutionné le genre ».

## Postérité
Battlefront est le premier volet d’une série de six wargames développés par Strategic Studies Group et basé sur le même moteur de jeu. Il est ainsi suivi par les jeux Halls of Montezuma (1988), Rommel: Battles for North Africa (1988), MacArthur's War: Battles for Korea (1988) et Panzer Battles (1989). Initialement développé pour les micro-ordinateurs Apple II et Commodore 64, leur moteur de jeu est au total adapté sur huit plateformes dont notamment les ordinateurs Amiga, IBM PC et Macintosh. Cette évolution marque la transition opérée à l’époque par le studio entre les ordinateurs 8-bit du début des années 1980 et les ordinateurs 16-bit afin de proposer des graphismes plus sophistiqué et colorés.